# Lichta
Lichta ist ein Ortsteil von Königsee im Landkreis Saalfeld-Rudolstadt in Thüringen.

## Lage
Der Ort liegt im Naturpark Thüringer Wald südöstlich des Hauptortes Königsee. Lichtas höchster Berg heißt Milchberg.

## Geschichte
Unter dem Namen Lychta wurde das Dorf im Jahre 1342 erstmals erwähnt. Bis 1918 gehörte der Ort zur Oberherrschaft des Fürstentums Schwarzburg-Rudolstadt.

## Sonstiges
- Die Linien 31 und 33 der Omnibusverkehr Saale-Orla Rudolstadt GmbH stellen den Anschluss an die umliegenden Orte sicher.